# Джон IV Комин
Джон IV Комин, лорд Баденох (ок. 1294 — 24 июня 1314) — шотландский дворянин, единственный сын Джона III «Красного» Комина (ум. 1306) и Джоан де Валенс.

## Биография
Представитель клана Коминов. Сын Джона III «Красного» Комина (ок. 1269—1306), лорда Баденоха и Лохабера (1302—1306). Джон был лидером шотландских повстанцев против англичан, который был убит по приказу Роберта Брюса в церкви в Дамфрисе 10 февраля 1306 года. По распоряжению короля Англии Эдуарда I Плантагенета Джон Комин после смерти своего отца был отправлен матерью Джоан де Валенс на воспитание в Англию. Джон Комин находился под опекой сэра Джона Уэстона, воспитателя королевских детей. После гибели Джона «Рыжего» Комина его обширные владения были конфискованы королем Робертом Брюсом и переданы его сторонникам.
24 июня 1314 года Джон IV Комин погиб в битве при Бэннокбёрне, сражаясь на стороне английской армии. Он был убит во время кавалерийской атаки английских тяжеловооруженных рыцарей против шотландских копейщиков на второй день битвы.
С 1312 года Джон IV Комин был женат на Маргарет Уэйк (ок. 1300 — 29 сентября 1349), 3-й баронессе Уэйк из Лидделла, дочери Джона Уэйка, 1-го барона Уэйка из Лидделла, и Джоан де Фиенн. Дети:
- Аймер Комин (1314—1316), умерший в младенчестве. После его смерти угасла линия Коминов из Баденоха.